# لودووی اسموسا
لودووی اسموسا (انگلیسی: Ludovic Assemoassa؛ زادهٔ ۱۸ سپتامبر ۱۹۸۰) یک بازیکن فوتبال اهل توگو است.
وی همچنین در تیم ملی فوتبال توگو بازی کرده‌است.